# Marina Rošča (stanice metra v Moskvě, linka Bolšaja kolcevaja)
Marina Rošča (rusky Марьина Роща) je stanice moskevského metra na lince Bolšaja kolcevaja, která byla zprovozněna dne 1. března 2023 v rámci úseku Elektrozavodskaja - Savjolovskaja. V tento den byly slavnostně zprovozněny všechny dosud nezprovozněné stanice na této lince, provoz slavnostně spustil prezident Ruska Vladimir Putin. Stanice je pojmenována podle čtvrti, ve které se nachází a podle stejnojmenné stanice metra na Ljublinsko-Dmitrovské lince, na kterou lze díky průchodu mezi stanicemi přestoupit. Dále lze přestoupit na stejnojmennou železniční zastávku, kterou obsluhují vlaky na lince MCD-2 a MCD-4.  

## Charakter stanice
Stanice Rižskaja se nachází ve stejnojmenné čtvrti podél Třetího projezdu Marinoj Rošči (3-й проезд Марьиной Рощи) v místě jeho křížení s Šeremetěvskou ulicí (Шереметьевская улица). Stanice disponuje jedním povrchovým vestibulem, který se nachází v parku mezi Čtvrtým a Pátým projezdem Marinoj Rošči. Tento poměrně velký vestibul je architektonicky unikátní tím, že se zvenčí zdá, že stojí na koulích. Tohoto efektu je dosaženo díky tomu, že spodní část budovy je kompletně prosklená. Koule jsou jen dekorativní, ve skutečnosti jsou to sloupy olemované zrcadlovými kovovými polokoulemi. Tato technika se opakuje v interiéru i exteriéru: polovina koulí je umístěna venku, polovina uvnitř, fasáda, stěny a strop jsou zakončeny stejným materiálem – děrovanými plechy.   
Jedná se o druhou nejhlubší stanici (po Parku Pobědy) a o stanici s nejdelším eskalátorem (130 metrů) v celém moskevském metru. Architektonické a výtvarné řešení stanice bylo vybráno v otevřené mezinárodní soutěži v roce 2017 mezi třemi finalisty a vítěze určilo hlasování Moskvanů na portálu Aktivnyj Graždanin, kterým se stal projekt architektonické kanceláře AI Architects. Jelikož se stanice nachází v oblasti, kterou dříve ovládali hrabata Šeremetěvové, její podoba vychází z estetiky porcelánu, základního prvku šlechtických paláců. Ze všech stran vypouklé pylony ze světlého mramoru ruského původu připomínají svým tvarem porcelán. Při jejich výrobě byla na mramor aplikována krakeláž - zářez v podobě pavučiny, který vytváří efekt malých prasklin. Osvětlené je nástupiště díky světlu odraženému od stropu a osvětlení pylonů u podlahy. Podlaha je dlážděna žulou v přírodních šedých odstínech.
Se západního konce hlavního stanice lze průchodem přestoupit na stejnojmennou stanici Ljublinsko-Dmitrovské linky. Perspektivně z této stanice mají začínat Molžaninovskaja (směrem na stejnojmennou čtvrť a Zelenograd) a Mitiščinskaja (směřující do města Mitišči). V souvislosti s budováním Moskevských centrálních diametrů je budoucnost těchto linek nejistá. 

## Fotogalerie
- Pylony na nástupišti
- Průchod na stanici Ljublinsko-Dmitrovské linky
- Eskalátor s označením jeho délky
- Povrchový vestibul stanice